# Эовилс и Хальфдан II
Эовилс и Хальфдан II (др.-англ. Eowils, др.-англ. Halfdan; погибли 5 августа 910) — короли Йорка, правившие совместно в Нортумбрии (902—910).
Их правление началось со смерти Этельвольда Уэссекского, убитого королём Эдуардом Старшим после восстания Этельвольда в 902 году. Они правили в Йорке более 8 лет, прежде чем сами встретились с королём англосаксов в битве под Теттенхоллом. И Эовилс, и Хальфдан погибли в битве, когда армия викингов была окончательно побеждена союзными войсками англов. Согласно «Хронике» Этельварда, латинском переводе «Англосаксонской хроники», при Теттенхолле также был убит третий брат и один из королей, Ингвэр.
В 918 году Йорк снова оказался в руках данов — королём стал Рагналл Уа Имар.